# Oh What a Beautiful World
Oh What a Beautiful World — 77-й сольный студийный альбом американского певца и автора песен Вилли Нельсона. В целом этот 154-й альбом кантри-автора был выпущен 25 апреля 2025 года на лейбле Legacy Recordings (а 29 апреля Нельсону исполнилось 92 года). Спродюсированный Бадди Кэнноном, альбом содержит двенадцать песен автора песен Родни Кроуэлла, который исполняет гармонический вокал на заглавном сингле и заглавном треке.

## История
Первая студийная запись песни Кроуэлла Нельсоном была «'Til I Gain Control Again» в дуэтном альбоме Уэйлона Дженнингса 1983 года Take It to the Limit, хотя ранее он исполнял эту песню на концерте, как в альбоме 1978 года Willie and Family Live. В течение следующих четырёх десятилетий Нельсон продолжал записывать песни Кроуэлла (в частности, в альбоме 2024 года The Border), и он лично выбрал двенадцать песен для этого альбома.
Журнал Billboard отметил, что в этом альбоме «Один великий автор песен отдаёт дань уважения другому, поскольку Нельсон изящно исполняет произведения Родни Кроуэлла в этом сборнике, выпущенном в апреле, как раз перед 92-м днём рождения Нельсона. Среди треков есть классика Кроуэлла „Shame on the Moon“, ранее ставшая хитом Боба Сигера. На фоне шаркающего бита первоклассной студийной группы, с милыми намёками на игру Нельсона на его винтажной гитаре Trigger, он и Кроуэлл поют дуэтом в заглавном треке, нежно размышляя о течении времени». И продолжил: «Это первый и последний из твоих дней, пролетающих мимо», — поют они, «о, какой прекрасный мир».

## Отзывы
| Оценки критиков | Оценки критиков |
| Источник        | Оценка          |
| --------------- | --------------- |
| Mojo            | [ 6 ]           |

После выпуска Oh What a Beautiful World получил широкое признание критиков.
Журнал No Depression похвалил «сияющий» альбом и исполнение Нельсоном «эмоционально резонансных» песен Кроуэлла". Hot Press отметил, что «канон Кроуэлла затрагивает классическую территорию Нельсона», добавив, что альбом — «великолепная запись».

## Список композиций
| №                   | Название                                               | Автор(ы)                                 | Длительность |
| ------------------- | ------------------------------------------------------ | ---------------------------------------- | ------------ |
| 1.                  | «What Kind of Love»                                    | Rodney Crowell Roy Orbison Will Jennings | 3:41         |
| 2.                  | «Banks of the Old Bandera»                             | Crowell                                  | 3:26         |
| 3.                  | «The Fly Boy & The Kid»                                | Crowell                                  | 3:51         |
| 4.                  | «Forty Miles From Nowhere»                             | Crowell                                  | 4:28         |
| 5.                  | «I Wouldn't Be Me Without You»                         | Crowell                                  | 3:56         |
| 6.                  | «Making Memories of Us»                                | Crowell                                  | 4:11         |
| 7.                  | «Oh What a Beautiful World» (featuring Rodney Crowell) | Crowell                                  | 4:00         |
| 8.                  | «Open Season On My Heart»                              | Crowell James T. Slater                  | 3:52         |
| 9.                  | «Shame on the Moon»                                    | Crowell                                  | 4:27         |
| 10.                 | «She's Back In Town»                                   | Crowell                                  | 3:21         |
| 11.                 | «Still Learning How to Fly»                            | Crowell                                  | 4:00         |
| 12.                 | «Stuff That Works»                                     | Crowell Guy Clark                        | 4:00         |
| Общая длительность: | Общая длительность:                                    | Общая длительность:                      | 47:15        |

## Чарты
| Чарт (2025)                              | Высшая позиция |
| ---------------------------------------- | -------------- |
| Хорватия (HDU)                           | 4              |
| Шотландия (Scottish Albums Chart)        | 42             |
| Швейцария (Schweizer Hitparade)          | 36             |
| Великобритания (UK Albums Sales, OCC)    | 49             |
| 11                                       |                |
| Великобритания (UK Country Albums Chart) | 1              |
| США (Billboard Top Album Sales)          | 16             |